# Helcogramma ellioti
Helcogramma ellioti är en fiskart som först beskrevs av Herre, 1944.  Helcogramma ellioti ingår i släktet Helcogramma och familjen Tripterygiidae. Inga underarter finns listade i Catalogue of Life.